# Den sanna historien om familjen Partridge
Den sanna historien om familjen Partridge (originaltitel: Come On, Get Happy: The Partridge Family Story) är en amerikansk långfilm från 1999 i regi av David Burton Morris.

## Handling
Filmen utspelar sig under 1970-talets första halva. TV-serien The Partridge Family gör succé och man får följa skådespelarna och deras liv - Danny Bonaduce och hans avundsjuka pappa, David Cassidys omedelbara berömmelse och deras konflikt med skådespelarna i The Brady Bunch.

## Om filmen
Shawn Pyfrom nominerades för ett YoungStar Award för rollen som Danny, men han vann dock inte. Det är den verklige Danny Bonaduce som gör berättarrösten i filmen.

## Rollista i urval
- Eve Gordon - Shirley Jones
- Rodney Scott - David Cassidy
- Kathy Wagner - Susan Dey
- Shawn Pyfrom - Danny Bonaduce
- Michael Chieffo - Dave Madden
- William Russ - Joseph Bonaduce